# Западные бенуэ-конголезские языки
Вольта-нигерские языки, известны также как Западные бенуэ-конголезские языки или восточные языки ква — относительно недавно (Williamson & Blench, 2000) выделенная лингвистами из семьи ква семья языков, входящая в макросемью нигеро-конголезских языков. Число носителей составляет около 50 млн. В состав данной семьи входят такие распространённые языки, как йоруба, игбо, эдо (бини), фон и эве.
Структура данной семьи до сих пор является дискуссионной, но в целом включает следующие языки:

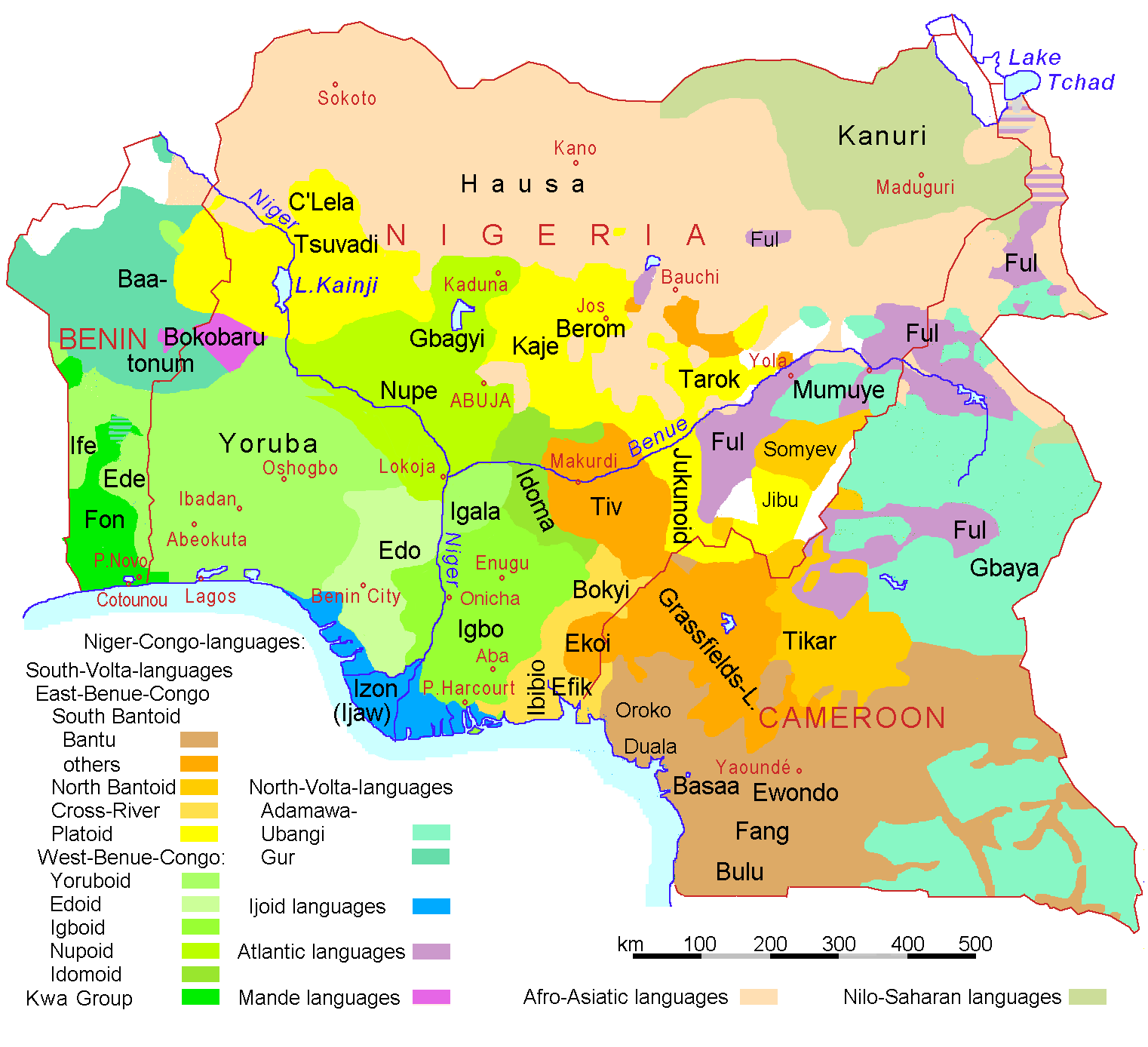
Карта распространения языков вольта-нигерской семьи

- акпес (1 язык)
- айере (1 язык)
- Языки гбе (21 язык)
  - фон (2 млн носителей)
  - эве (3 млн носителей)

Ветвь «YEAI»:
- Йорубоидные языки (15 языков)
  - Игала (1 млн.)
  - Йоруба (22 млн носителей)
- Эдоидные языки (27 языков)
  - Эдо (бини, 1 млн носителей)
- акоко (1 язык)
- Игбоидные языки (7 языков)
  - игбо (18 млн носителей)

Ветвь «NOI»:
- Нупоидные языки (12 языков)
  - Эбира (1 млн носителей)
  - Нупе (1 млн носителей)
- Око (1 язык)
- Идомоидные языки (9 языков)
  - идома (600,000 носителей)
- ? укаан (1 язык)